# 跑車浪漫旅系列
《跑車浪漫旅》（官方译为）是日本Polyphony Digital公司開發，首作於1997年發售的一系列賽車遊戲，在索尼公司的PlayStation、PlayStation 2、PlayStation 3、PlayStation 4、PlayStation 5及PSP等遊戲主機平台上皆有發行作品，遊戲的製作人為山內一典。跑車浪漫旅系列游戏专为PlayStation平台开发，旨在模拟大量车辆的外观和性能，其中大部分是真实世界汽车的授权许可电子制品，也有与汽车制造商合作的专为本系列游戏开发的虚拟赛车“Vision Gran Turismo”。截至2025年，本系列作品未有移植至Windows平台。
山內製作第一代GT原來只是為了興趣，想完成一款具擬真感操縱體驗的遊戲，推出後作品成為了最熱門的賽車遊戲之一，從此展開了系列作的發展。目前，该系列作品的全球销量已超过 8500万套，使其成为PlayStation平台下销量最高的视频游戏系列。。

## 概述
该系列由Polyphony Digital开发，并由索尼著名游戏制作人山内一典进行担纲制作。系列的起源可以追溯到1992年，当时山内一典与七人的开发小组着手开发最初的《GT賽車 (1997年遊戲)》，耗时五年完成。作品一经发布，隨即引起了世界範圍內熱烈的反響，憑著出色的遊戲引擎、真實的駕駛操作感、內容豐富的遊戲系統、種類繁多的賽車和賽道，以及逼真靚麗的畫面，廣受各遊戲權威機構和廣大玩家的好評。
在GT系列中，有很多獨創的遊戲系統，比如GT模式中的駕駛執照考試，種類繁多的比賽，改裝調校賽車以及隱藏模式等，充分發揮了賽車遊戲的特點，將簡單枯燥的比賽過程轉變成了一場賽車RPG，使玩家一旦上手就沉浸在GT賽車生涯的虛擬世界中。GT賽車系列的每一作都擁有長達數百小時的遊戲時間，耐玩度高。
同時，GT賽車也是一個老少皆宜的賽車遊戲，它的遊戲難度先易後難，並有多種輔助措施幫助玩家快速上手。並且，它擁有大量百姓級的普通乘用車，讓遊戲更富親切感，在虛擬世界裡駕駛自己的車去飛速奔馳。正因為這種原因，才使得GT賽車引起更多人的注意。

## 遊戲內容
遊戲分為街機（Arcade）模式及GT生涯（GT Mode）模式。在街機模式中，玩家可以自由選擇車輛及賽道跟AI操縱的敵車進行比賽、進行個人計時賽或進行漂移計分賽 (只限《GT5》及以後的作品)；在GT生涯模式中，玩家一開始可參與入門階級的賽事、或是挑戰執照課程，拾級而上獲得高級賽事的參賽資格。比如「耐力賽系列」就通常會要求玩家先考取最高級別的「國際執照」（International License）甚至是「特級執照」（Super License）（只限《GT6》）。除了各級賽事以外《GT4》及以後的版本加入了「駕駛任務」（Driving Mission）和其他有別於GT生涯模式賽事的體驗，例如《GT6》中的月球探險任務。
而在解放更多賽事之後玩家除了可以透過比賽贏取金錢以外，當滿足特定條件或勝出特定賽事後更會獲得獎勵車，所得的金錢可以購買改裝部件增強車子的性能，或者購買另一輛車子去參與另一些賽事。遊戲的目標包括但不限於爭取最高完成率、考取執照、完成特定任務或是儲蓄金錢買下名貴的古董賽車作收藏之用。

## 系列一覽
Gran Turismo系列跨越了PlayStation历代主机，可谓是PS平台常青系列。
| 标题 | 发布时间 | 平台                        | 车辆   | 赛道 | 销量       |
| --- | -------- | --------------------------- | ------ | ---- | ---------- |
| Gran Turismo | 1997     | PlayStation                 | 140    | 11   | 10,850,000 |
| Gran Turismo 2 | 1999     | PlayStation                 | 650    | 27   | 9,370,000  |
| Gran Turismo 3: A-Spec | 2001     | PlayStation 2               | 181    | 34   | 14,890,000 |
| Gran Turismo 4 | 2004     | PlayStation 2               | 722    | 51   | 11,760,000 |
| Gran Turismo 5 | 2010     | PlayStation 3               | 1,0881 | 723  | 11,950,000 |
| Gran Turismo 6 | 2013     | PlayStation 3               | 1,2472 | 1003 | 5,220,000  |
| Gran Turismo Sport | 2017     | PlayStation 4               | 3244   | 825  | 8,000,000  |
| Gran Turismo 7 | 2022     | PlayStation 4 PlayStation 5 | 420+   | 90+  |            |
| Notes: 1. 275辆精細（Premium）車型，850辆普通（Standard）車型 2. 388辆精細車型，838辆普通車型 3. 包含赛道编辑器 4. 截至2019年12月 5. 截至2019年12月 |          |                             |        |      |            |

| 标题                                    | 发布时间 | 平台                 | 车辆 | 赛道 | 销量      |
| --------------------------------------- | -------- | -------------------- | ---- | ---- | --------- |
| Gran Turismo Concept: 2001 Tokyo        | 2002     | PlayStation 2        | 51   |      | 440,000   |
| Gran Turismo Concept: 2002 Tokyo-Seoul  | 2002     | PlayStation 2        |      |      | 90,000    |
| Gran Turismo Concept: 2002 Tokyo-Geneva | 2002     | PlayStation 2        | 100  | 5    | 1,030,000 |
| Gran Turismo 4 Prologue                 | 2003     | PlayStation 2        | 50   | 5    | 1,400,000 |
| Gran Turismo 4 Online (test version)    | 2006     | PlayStation 2        |      |      | 不適用    |
| Gran Turismo HD                         | 2006     | PlayStation 3        | 10   | 1    | 不適用    |
| Gran Turismo 5 Prologue                 | 2007     | PlayStation 3        | 70   | 6    | 5,350,000 |
| Gran Turismo for PSP                    | 2009     | PlayStation Portable | 833  | 75   | 4,670,000 |

### Gran Turismo
1997年在PS1平台上推出，憑著真實的操控、流暢的3D畫面及超過150款車種，再加上相當成功的GT生涯模式，使其大受玩家歡迎，全球總銷量達到1000萬。

### Gran Turismo 2
本作在PS1上推出，是系列在PS1平台上的最終作品。原本打算在1999年9月推出，但最終延期至1999年12月11日正式發售。
本作以雙光碟的形式推出，分別載有本作的街機模式和GT生涯模式。所有地域的街機模式光碟封面主題均為代號AP1的本田S2000。GT生涯模式在美國發售版本稱為「模擬模式」（Simulation Mode）。
跟前作比較，本作車種大幅增加至500多款，並且增加了拉力賽模式。在開發階段更加入了直線競速賽模式，在正式推出時則移除了相關模式，只留下直線競速賽的專用車（HKS Drag 180SX 及 HKS Drag R33）。同時也是系列首次加入實存賽道—拉古納塞卡賽道、一部份派克峰賽道及基於實境製作的西雅圖和羅馬城市賽道。
GT生涯模式可用作改裝零件方面亦作出大量變更，綜合超過100款。最大特色為特定車款可作出「賽車化改造」，搖身一變成為參與房車賽的賽車。一例為不同年份的日產R32市售版車款經過改造後會成為不同年份、隊伍的JGTC規格R32賽車。
「賽車化改造」的功能僅出現在本作及往後的《GT5》，而《SPORT》雖然可以將市售版車款塗上賽車塗裝達致「賽車化」的視覺效果，但只限於塗裝，不包括車身改造和加上其他空力部件。

### Gran Turismo 3: A-Spec
2001年4月28日推出，並且移植到PS2之上，遊戲畫面更流暢真實。於2000年的E3展覽中曾經命名為“Gran Turismo 2000”，但由於未能在2000年推出，所以改名為GT3。

### Gran Turismo Concept: 2001 Tokyo Collection
2002年推出，只限於日本及亞洲發售，收錄50多款於東京車展2001上展出的概念車、應屆的JGTC賽車及未發售的量產車，以便宜的售價及較低的難度，為之後的GT4吸引更多的玩家。

### Gran Turismo Concept: 2002 Tokyo-Seoul
2002年推出，只限於韓國發售，以GTC 2001 Tokyo為藍本，加入幾款現代汽車。

### Gran Turismo Concept: 2002 Tokyo-Geneva
2002年推出，只限於歐洲，澳洲及亞洲發售，而且更首度中文化。除了保留上述兩作的車種，還加入歐美新車及概念車，數目達120多款。另在駕駛執照模式中可以選擇由前導車領航，或不用前導車自行完成考試。

### Gran Turismo 4 Prologue
2003年推出，因為GT4的開發時間太長，所以就推出GT4的前奏版，讓玩家能夠在正式版本面世前體驗GT4的滋味。同时为了照顾新玩家，所以在作品中加入了许多为新手而设的赛车执照考试。

### Gran Turismo 4
2004年12月9日推出，封面主題車是2004年版的福特GT。包括多達700款車型及50條賽道，並且加入了原創的香港城市賽道。玩家可在大部份的賽事中選擇以傳統的自行控制（A-spec）方式，或由玩家充當賽車指揮，向車手提供指令（例如不同的駕駛速度、侵略性、進入維修站、更換輪胎等）、並由電腦駕駛的方式進行。另外又加入了拍照模式，可以將相片列印或透過對應的裝置存入電腦。
但是因為沒有取得法拉利的授權，所以本作並沒有收錄法拉利。

### Gran Turismo HD Concept
2005年，SCEI首度公開PS3版GT的遊戲開發畫面，當時暫時命名為。於2006年舉行的电子娱乐展E3展覽中，SCEI提供一款以GT4為藍本的PS3體驗版遊戲，並命名為（GTHD）。
在2006年舉行的東京電玩展中，SCEI表示會在年底推出GTHD。GTHD原本計劃分為兩個版本，分別為Premium版以及Classic版。Premium版又可以稱為GT5 Prologue，採用全新的圖像，有兩條賽道以及30輛車款。Classic版以GT4為藍本，本身沒有任何賽道及車子，玩家必須通過PS3的網絡功能下載。每輛車款的下載費用為50-100日圓，每條賽道的下載費用為200-500日圓。後來SCEI宣佈GTHD停止開發，並且將不會以完整內容發售，改為推出免費下載，包含GT5部分內容的Concept版，公開下載的日期為2006年12月24日。

### Gran Turismo 5 Prologue

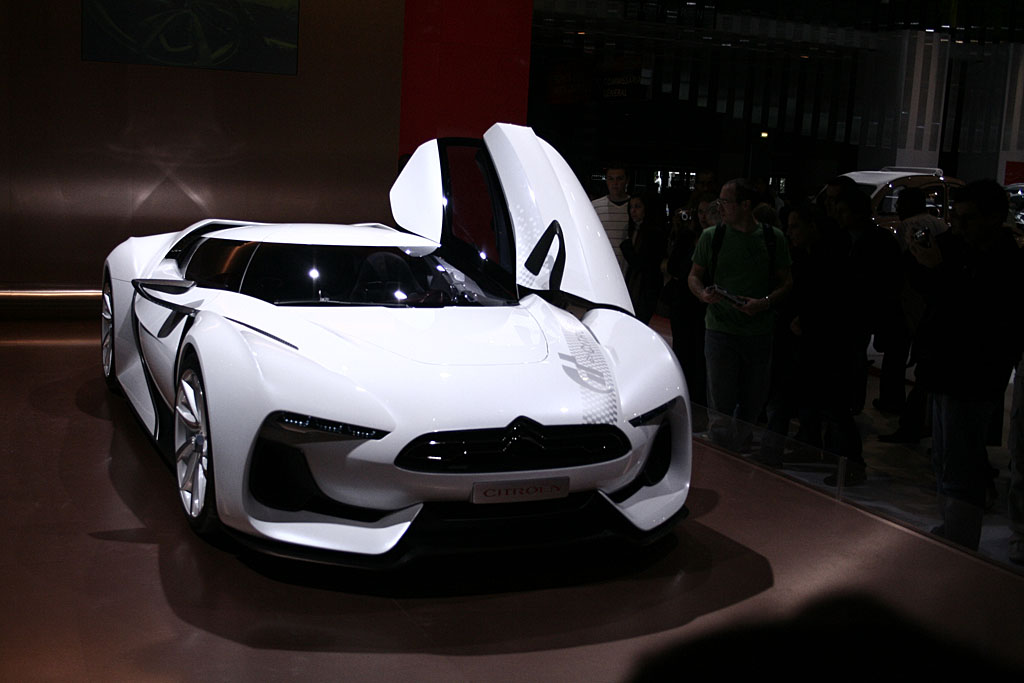
根據遊戲中實體化的超跑雪鐵龍GT（2009）

在2007年的E3展覽中首度發表的GT5P將於10月公開下載或者以藍光光碟形式推出，并同步推出中文版。內容方面，包括最多有16輛賽車同場作賽，新增車廂錶板視點，增強AI的性能等，不過，基於車廠的協議，本作依然不會存在車身損毀效果。

### Gran Turismo PSP
基於GT4而推出的PSP版本。經過四年開發時間，GT PSP于2009年10月1日上市。版本分为日、美、欧、韓、中文版。封面主题车是2009年的雪佛兰Corvette ZR1。GT PSP版推出后，游戏本身可跟PS3上的GT5进行联动并用PSP版上已使用的车辆为GT5中未解锁的车辆解锁，本作共有830款车辆，林寶堅尼和布加迪首度出現在系列中。部分车辆为预订限定版，例如天蓝色版本的Nissan GTR Spec V和白色版本的Corvette ZR1等皆需通过PlayStation Store使用解锁码解锁。本作沒有提供网络下载方式进行游戏内容的更新。

### Gran Turismo 5
《跑車浪漫旅5》憑著PlayStation 3的次世代畫面機能，以達致一條賽道有16輛車子及更多維修人員等要素，亦會加入車身損毀及翻轉，網絡對戰功能，支援3D影像，部分賽道日夜轉變，動態氣候模擬，可透過網頁操作的導演模式，自行製作賽道，以及可以將比賽影片上傳到Youtube（已取消）。遊戲總計車型有1000款，包括收錄在GT PSP以及GT5 Prologue的車型，其中有275款為精細車型，850款為普通車型，封面主題車是2009年的平治SLS AMG。原計劃於2010年3月發售，但SCEI於2010年1月13日突然宣佈延期。2010年舉行的E3中，SCEI公佈北美上市日期為2010年11月2日，歐洲及日本上市日期為2010年11月3日。在2010年10月13日於官方網站宣佈再次延期，最終發售日期為2010年11月24日。

### Gran Turismo 6
GT6的開發於GT5上市之前已經開始，製作人山內一典曾表示如果內容能加入GT5中就會透過下載方式更新，否則就留待GT6中實現。
2013年7月2日公開GT6試玩免費下載，2013年12月5日正式發售。GT6首發時包含1200款車型，賽道總數達到33條，路線則達到71條，並支援線上更新提供下載，玩家更可以通過數千款自定零件對幾乎所有車輛進行個性化的改造校調。物理模擬、輪胎模組、懸吊模組、空力套件、HDR描繪引擎等亦進一步強化。而且GT6更與多達20間不同車廠合作，開發其僅在遊戲中體現的概念車Vision GT系列。

### Gran Turismo SPORT
GT SPORT於2016年11月15日正式發售，但後來延期至2017年發售，山內一典提到遊戲的基本會使用在《跑車浪漫旅6》相同的物理模擬引擎來開發遊戲。在2017年7月13日宣布将在2017年10月17日和10月18日發售。
SPORT跟前作的最大分別，就是以電競為主題，在系列中首次加入評價系統評價玩家的競爭力和駕駛態度。而透過跟（FIA）合作，玩家在電競模式中可參與国家赛与厂商赛。国家赛中玩家需要代表自己的国家与其他玩家进行对戰，而厂商賽则是玩家代表自己喜欢的厂商与其他玩家對戰。
上述電競模式競賽中得分最高的玩家會獲得參與「FIA Certified Gran Turismo Championships」系列賽的資格，進入系列賽的「巡迴賽」（World Tour）參與「國家盃」（Nations Cup）賽事，競逐「國家盃」的三甲位置及參與「世界總決賽」的資格。
本作截至2021年9月為止每個月都有一些更新，主要是加入新車種、新賽道和豐富單人遊玩模式「GT League」活動可遊玩的內容。在2019年11月28日的1.50版本更新中發行了付費DLC「Lewis Hamilton Time Trial Challenge」。

### Gran Turismo 7
GT7乃系列中首個對應PS5的作品，以GT SPORT為開發基礎，但加入前作沒有收錄的原創賽道。公布了这个消息之后，SIE也确认GT7会在PS4上发行。成为系列中的第一部在两个平台上推出的游戏。这代游戏主要的核心理念旨在传达过去150年的汽车和赛车文化。不只是这样，也会专注在这个游戏系列的“过去、现在和未来”，呈现最完整的跑车浪漫旅体验。本作已經在2022年3月4日发行。

## 电影项目

### 電影
《跑車浪漫旅》的电影项目于2013年夏天在德国游戏展上正式公布。影片故事取材自通过游玩《跑車浪漫旅》而成为真正的赛车手的西班牙籍赛车手Lucas Ordóñez。但自此之後便毫無消息。為此，專注於《GT賽車》系列的網站gtplanet向遊戲製作人山內一典查證，他回覆指「我有預感這不會成事。你永遠不知道現狀如何。」
电影《跑車浪漫旅：極速狂飆》(GT：跨界玩家)于2022年开始拍摄，2023年上映。

### 紀錄片
《山内一典：缩短虚拟界限》（英語：Kaz: Pushing the Virtual Divide）是一部由美国拍摄、关于《GT赛车》系列之父山内一典的纪录片。本片于2014年在索尼PlayStation的官方YouTube帐号上发布。本片在探寻山内一典的前行历程的同时也回顾了从《GT赛车》初代一直到《GT赛车6》为止这一游戏系列的发展足迹。

## 外部連結
- 跑車浪漫旅全球官方網站 （页面存档备份，存于）